# اسماعیل تاج‌بخش
اسماعیل تاج‌بخش (زاده ۱ آذر ۱۳۳۷) نویسنده، مترجم و استاد زبان و ادبیات فارسی و عضو هیئات علمی دانشکده ادبیات فارسی و زبانهای خارجی دانشگاه علامه طباطبایی در تهران می‌باشد. وی در مراسم بزرگداشت هفته پژوهش و فناوری که ۲۶ آذرماه ۹۳ در دانشکده حقوق و علوم سیاسی دانشگاه علامه طباطبایی برگزار گردید، به عنوان پژوهشگر برتر دانشکده ادبیات فارسی و زبان‌های خارجی انتخاب گردید.
او در زمره قرآنیان است و در تفسیر قرآن دارای دیدگاه‌های ویژه ای است

## آثار
- گزیده اشعار ادیب الممالک فراهانی
- تألیف کتاب فارسی برای سوم دبیرستان (متعلق به آموزش و پرورش)
- نحو تحلیلی زبان فارسی
- نحو مقابله‌ای زبان عربی و فارسی
- نحوه مقابله ای زبان عربی و فارسی
- تطبیق معانی حروف در زبان عربی و فارسی
- نمونه‌هایی از قصاید عربی و ترجمه منظوم آن‌ها
- نمونه‌هایی از قصاید عربی و ترجمه منظوم آن‌ها
- دستور زبان فارسی
- پیر گلرنگ (یادنامه استاد فقید دکتر رشید عیوضی)
- گزیده قابوس نامه و سیاست نامه